# Ротовка (Сумская область)
Ротовка (укр. Ротівка) — село, Стрельниковский сельский совет, Путивльский район, Сумская область, Украина.
Код КОАТУУ — 5923887705. Население по переписи 2001 года составляло 177 человек.

## Географическое положение
Село Ротовка находится на левом берегу реки Эсмань в месте впадения её в реку Клевень,
выше по течению на расстоянии в 4 км расположено село Кочерги,
на противоположном берегу — село Волокитино,
выше по течению реки Клевень на расстоянии в 2,5 км расположено село Стрельники,
на противоположном берегу реки Клевень — село Кагань.
Река в этом месте извилистая, образует лиманы, старицы (Ржавка) и заболоченные озёра.

## История
В селе Ротовка была Семеновская церковь. Священнослужители Семеновской церкви:
- 1766 — священник Емельян Иванович
- 1843 — священник Иван Барзаковский (Бардаковский) и священник Иван Яковлевич Фоминский
- 1888 — священник Петр Пучковский
- 1888—1890 гг.-священник Гордий Иванович Андриевский
- 1891—1903 гг.- священник Карп Гордеевич Андриевский

## Известные уроженцы
- Фёдор Фёдорович Опадчий (1907—1996) — Герой Советского Союза, заслуженный лётчик-испытатель СССР, лауреат Ленинской премии.
- Григорий Иванович Сенченко (1917—2006) — учёный-селекционер, доктор наук, профессор, лауреат Государственной премии СССР.
- Зражевский Владимир Павлович , 1926-нв, учёный экономист, профессор.